# Mani (Religionsstifter)
Mani (griechisch Μάνης Mánēs oder Μανιχαῖος Manichaíos [aus syrisch Mānī ḥayyā ‚der lebendige Mani‘], lateinisch Manes oder Manichaeus; * 14. April 216 in Mardīnū in der Gegend von Seleukia-Ktesiphon südöstlich des heutigen Bagdad; † 14. Februar 276 oder 26. Februar 277 in Gundischapur) war der Stifter der nach ihm benannten Religion des Manichäismus.
Mani lebte im persischen Sasanidenreich und wuchs in einer Gemeinschaft christlicher Täufer auf. Als Erwachsener trennte er sich von den Täufern, um seine eigene, stark von gnostischem Gedankengut geprägte Lehre vom absoluten Dualismus zwischen Gut und Böse, Licht und Finsternis zu verkünden. Dabei berief er sich auf göttliche Offenbarungen, denen er sein Wissen verdanke. Er sah sich als Vollender der älteren Religionen Christentum, Zoroastrismus und Buddhismus, deren Gründer er für seine Vorläufer hielt. Seine Religionsgemeinschaft organisierte er nach dem Vorbild der christlichen Kirche hierarchisch. Zunächst wurde seine Missionstätigkeit von persischen Königen gefördert, und der Manichäismus breitete sich über weite Gebiete aus. Schließlich unterlag Mani jedoch in einem Konflikt mit der zoroastrischen Priesterschaft, wurde verhaftet und starb im Gefängnis. Damit wurde er für seine Anhänger zum Märtyrer.

## Leben

### Herkunft

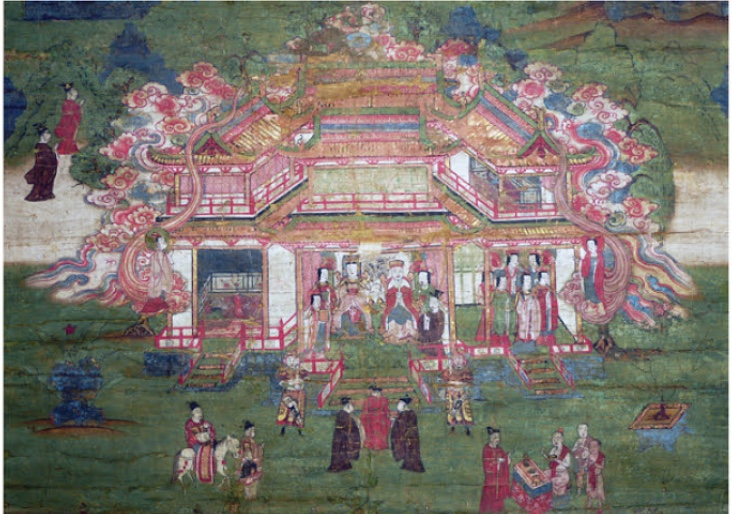
Manis Eltern auf einer chinesischen Seidenrolle aus dem 14. oder 15. Jahrhundert im Asian Art Museum, San Francisco

Manis Vater hieß Patēg; sein Name wird in den Quellen und in der Forschungsliteratur unterschiedlich wiedergegeben (Patek, Pattek, Patig, Patyg, griechisch Pattíkios). Ibn an-Nadim berichtet, Pategs Heimat sei Hamadan gewesen (die alte persische Königsresidenz Ekbatana). Später habe er in Ktesiphon gelebt. Pategs Vater sei „Abū Barzām“ gewesen und die Familie habe zum Geschlecht der „Ḥaskāniyya“ gehört. Dabei dürfte es sich um eine falsche Wiedergabe von „Askāniyya“ handeln, der arabischen Form des persischen Namens der Arsakiden. Demnach besagt die Angabe, dass Manis Vorfahren väterlicherseits von der parthischen Königsfamilie der Arsakiden abstammten, die zur Zeit von Manis Geburt noch regierte, aber wenige Jahre später (224) entmachtet wurde. Diese Identifizierung des überlieferten Geschlechtsnamens gilt in der Forschung als plausibel, da Angaben einer chinesischen Quelle in die gleiche Richtung weisen. Für Manis Mutter werden in den Quellen unterschiedliche Namen genannt; ihr tatsächlicher Name war Maryam. Sie gehörte dem vornehmen armenischen Geschlecht der Kamsarakan an, das arsakidischer Herkunft war. Somit ist von königlicher Abstammung Manis zumindest von der mütterlichen Seite auszugehen. Manichäische Behauptungen, Mani sei ein Königssohn gewesen und im Königspalast geboren, haben demnach trotz legendenhafter Ausschmückung einen historischen Kern.
Nach der manichäischen Überlieferung, auf die sich Ibn an-Nadim stützt, pflegte Pateg in Ktesiphon einen Tempel aufzusuchen. Welche Gottheit dort verehrt wurde, wird nicht mitgeteilt. Als seine Frau mit Mani schwanger war, habe ihn im Tempel eine göttliche Stimme wiederholt aufgefordert, kein Fleisch zu essen, keinen Wein zu trinken und sich des Geschlechtsverkehrs zu enthalten. Er sei von der Stimme angewiesen worden, einer asketischen Religionsgemeinschaft beizutreten. Darauf habe er sich den „Muġtasila“ („Die sich Waschenden“) angeschlossen. Dabei handelte es sich um die Elkesaiten, eine stark missionierende christliche Täufergruppe. Die Bezeichnung als „Waschende“ spielt nicht in erster Linie auf einen Taufritus an, sondern auf regelmäßige rituelle Waschungen.

### Kindheit und Jugend

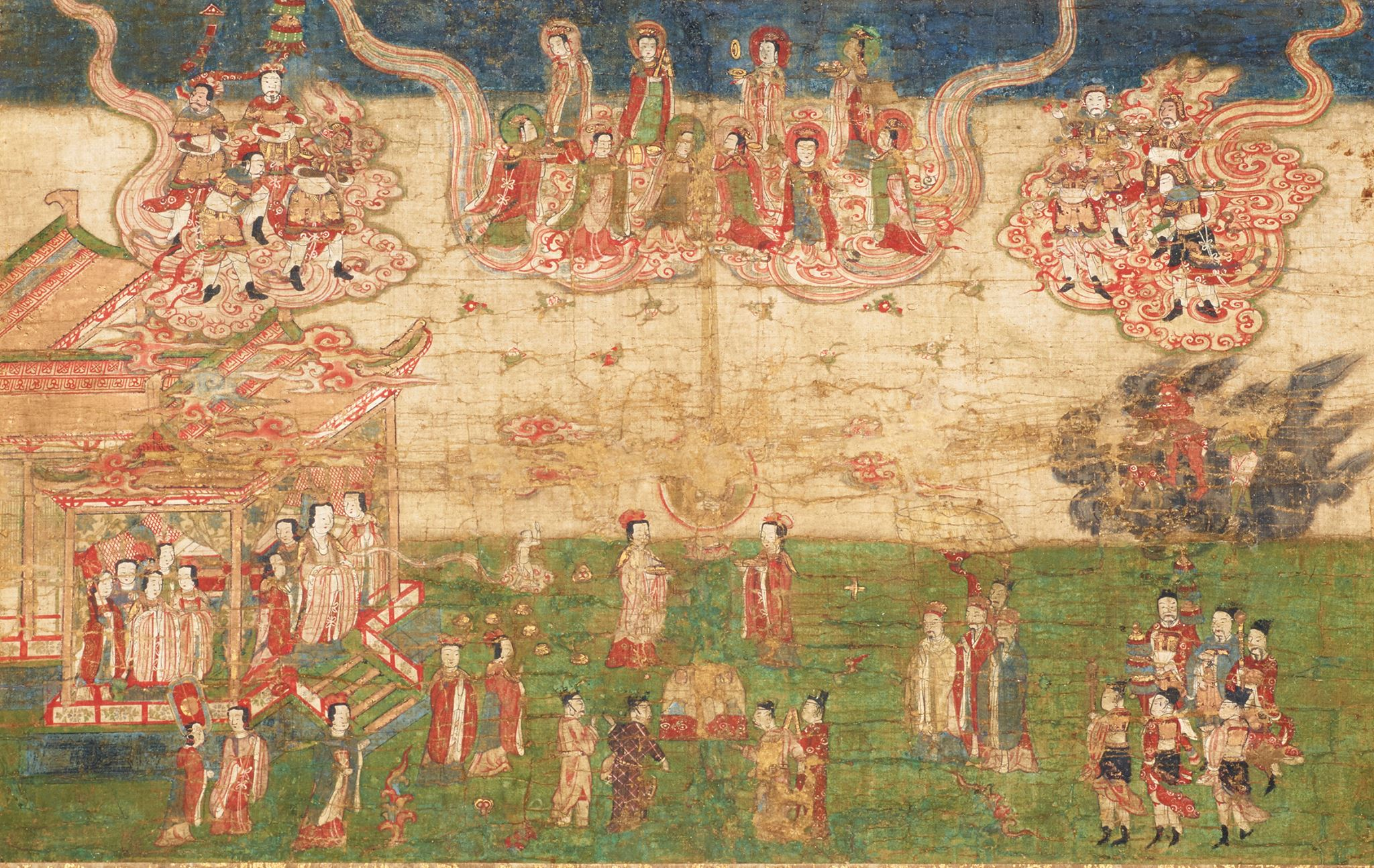
Manis Geburt auf einem chinesischen Seidengemälde aus dem 14. Jahrhundert im Nationalmuseum Kyushu, Dazaifu

Als Manis Geburtstag überliefert eine chinesische Quelle den 14. April 216. Sein Geburtsort Mardīnū, über den ansonsten nichts bekannt ist, war eine Ortschaft im Gebiet von Kutha (heute Tell Ibrahim, etwa 40–50 km von Ktesiphon entfernt). Einer glaubwürdigen Überlieferung zufolge litt Mani an einer Behinderung; er hatte ein verwachsenes Bein oder einen verkrüppelten Fuß. Der Name Mani war verbreitet; die Namensform Manichaios bzw. Manichaeus, auf die der Begriff „Manichäer“ zurückgeht, ist vom syrischen mānī ẖayyā („Mani der Lebendige“) abgeleitet. Manis Muttersprache war das Aramäische.
Zunächst lebte Mani bei seiner Mutter im Gebiet von Ktesiphon, während sich sein Vater Pateg nicht mehr dort aufhielt. Offenbar hatte Pateg schon vor der Geburt seines Sohnes seine Frau verlassen, um seiner religiösen Berufung zu folgen. Die elkesaitische Gemeinde, der er angehörte, lebte am Unterlauf des Tigris im Gebiet der Ebene von Maisan. In Manis viertem Lebensjahr holte Pateg seinen Sohn zu sich und ließ ihn in seine Glaubensgemeinschaft aufnehmen. In diesem Milieu verbrachte Mani die folgenden zwei Jahrzehnte. Ausschlaggebend für seinen weiteren Lebensweg wurden nach der Überlieferung zwei Visionen, die er mit zwölf und mit vierundzwanzig Jahren erhielt. Dabei erschien ihm sein von Gott gesandter „Gefährte“ und „unzertrennlicher Zwilling“ (aramäisch tōmā), ein engelartiges Wesen, das er als sein anderes Selbst betrachtete. Das erste Erscheinen des Zwillings nach Vollendung des zwölften Lebensjahrs kann als Angleichung an das Leben Jesu gedeutet werden, da Jesus als Zwölfjähriger im Tempel aufgetreten sein soll. Bei der ersten Vision kündigte der Zwilling an, Mani werde künftig öffentlich als religiöser Lehrer auftreten und dabei eine andere Lehre als die der Elkesaiten predigen. Er solle sich des Unreinen und der Begierden enthalten. Bei der zweiten Vision erklärte der Zwilling, der „Herr“ habe ihn gesandt und beauftragt, Mani mitzuteilen, dass nunmehr die Zeit gekommen sei, „die frohe Botschaft der Wahrheit […] laut zu verkünden“. Fortan wurde Mani nach seiner Überzeugung von dem Zwilling ständig begleitet, beschützt und geleitet. Er behauptete, den Belehrungen des Zwillings verdanke er sein Wissen über seinen „Vater in der Höhe“, über göttliche Geheimnisse sowie über sein eigenes Wesen und seine Aufgabe. Die auf diesem Weg empfangenen Offenbarungen machte er zur Grundlage der manichäischen Religion.

### Beginn der Mission
Im Vertrauen auf seine Offenbarungsquelle distanzierte sich Mani offen von manchen Überzeugungen und Bräuchen der Elkesaiten. Insbesondere verwarf er deren Taufe und die Waschungen sowie ein Speiseritual, da Reinheit auf diesem Weg nicht zu erlangen sei. Außerdem hielt er im Gegensatz zu den Elkesaiten den Apostel Paulus für einen authentischen Verkünder religiöser Wahrheit. In der Gemeinschaft fand er zwar einige Anhänger, stieß aber auch auf scharfe Ablehnung. Wegen der dadurch entstandenen Spannungen wurde eine Versammlung einberufen, vor der er sich rechtfertigte. Er versuchte zu zeigen, dass seine Auffassung dem wahren Sinngehalt der elkesaitischen Tradition entspreche. Seine Ausführungen fanden aber wenig Anklang, vielmehr erregten sie Aufruhr, und die Gegner wurden handgreiflich. Nur auf Bitten seines Vaters ließ man von ihm ab. Daraufhin schied er aus der Glaubensgemeinschaft aus. Nach diesem Fehlschlag war er der Legende zufolge verzweifelt, fand aber Trost in der Verheißung seines geistigen „Zwillings“, er werde weltweit erfolgreich sein. Zwei junge Elkesaiten und sein Vater schlossen sich ihm an. So fand er seine ersten Jünger.
Nun begann Manis eigenständige Verkündigung. Zunächst begab er sich im Frühjahr 240 nach Ktesiphon, dann wandte er sich nordostwärts und verkündete seine Botschaft in Mesopotamien, Medien und Armenien, worauf er nach Südmesopotamien zurückkehrte. Schließlich unternahm er auf dem Seeweg eine Missionsreise nach Indien, wohl weil er den Machtbereich des ihm nicht wohlgesinnten Perserkönigs Ardaschir I., des Begründers des Sasanidenreichs, verlassen wollte. In Indien machte er mit dem Buddhismus Bekanntschaft. Nach Ardaschirs Tod kehrte er zurück.

### Missionstätigkeit mit königlicher Unterstützung

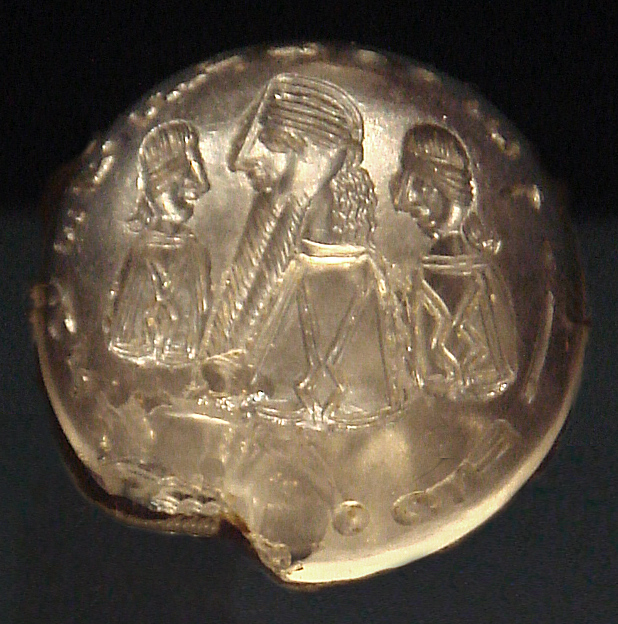
Sigel mit der Figur Manis, vermutlich 3. Jahrhundert

Als Mani aus Indien zurückkehrte, wurde das Perserreich von dem neuen Großkönig Schapur I. regiert. Es gelang Mani, die Unterstützung eines Bruders des Großkönigs namens Pērōz zu erlangen. Pērōz führte ihn beim Herrscher ein; er vermittelte die erste Zusammenkunft, die im Frühjahr 242 stattfand. Längere Zeit hielt sich Mani am Hof auf. Schapur blieb zwar bei seiner angestammten zoroastrischen Religion, aber er erlaubte Mani nicht nur die Mission in seinem gesamten Reich, sondern unterstützte ihn sogar dabei durch Ausstellung von Schutzbriefen. Damit trug Schapur zur schnellen und weiten Expansion des Manichäismus bei. Sein Nachfolger Hormizd I. setzte die Begünstigung Manis fort. Allerdings regierte Hormizd nur kurz; mit seinem Tod endete das Einvernehmen der Sasaniden mit Mani.

### Konflikte, Gefangenschaft und Tod

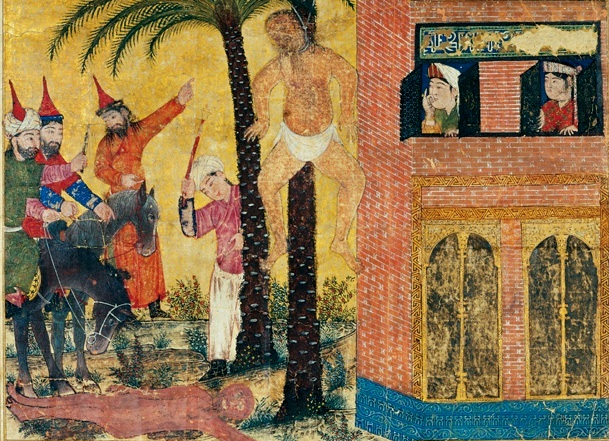
Tod Manis, persische Miniaturmalerei aus Schahname

Als nach dem Tod des Hormizd dessen Bruder Bahram I. die Herrschaft übernahm, kam es in der Religionspolitik zu einem Kurswechsel. Der neue Großkönig stand in einem scharfen Gegensatz zum Manichäismus, da er die mit Manis jenseitsbezogenem Denken verbundene Weltverachtung für verhängnisvoll hielt. Al-Bīrūnī überliefert einen Ausspruch Bahrams: „Dieser Mensch (Mani) ist ausgezogen mit der Aufreizung zur Zerstörung der Welt. Deshalb ist es nötig, dass wir mit der Zerstörung seiner selbst anfangen, ehe ihm etwas gerät von dem, was er beabsichtigt.“ Zunächst behinderte der Großkönig die Missionstätigkeit Manis, indem er ihm eine geplante Reise in den östlichen Reichsteil Chorasan verbot. Darauf begab sich der Religionsstifter nach Ktesiphon. In dieser Zeit unterstützte ihn sein Schüler Baat, ein vornehmer Perser, den er zu seinem Glauben bekehrt hatte. Möglicherweise war Baat ein örtlicher oder regionaler Machthaber. Der König war über Baats Abwendung vom Zoroastrismus verärgert. Ein weiterer Umstand, der ihn erzürnte, war ein fehlgeschlagener Versuch Manis, eine zur Dynastie gehörende Person – vermutlich eine Schwester des Herrschers – zu heilen. Bahram sah nicht nur im Manichäismus eine destruktive Bewegung, sondern betrachtete auch das Sendungsbewusstsein seines Untertanen Mani, der sich auf ein göttliches Mandat berief, als Herausforderung der königlichen Macht. In dieser Haltung bestärkte ihn die zoroastrische Priesterschaft, die den Manichäismus als konkurrierende Religion bekämpfte. Eine zentrale Rolle spielte dabei der Oberpriester („Magier“) Kartir (Kerdīr, Karder), der zusammen mit einem Kollegen gegen Mani Anklage erhob. Kartir wollte dem Zoroastrismus den Rang einer Staatsreligion sichern. Er war ein Gegner aller anderen Religionen und bemühte sich, deren Verbreitung zu verhindern. Später, unter Bahram II., dem Sohn und Nachfolger Bahrams I., leitete Kartir eine systematische Verfolgung der aus seiner Sicht unerwünschten Religionsgemeinschaften ein.
Auf Betreiben Kartirs wurden Mani und Baat von Bahram I. nach „Belabad“ (Bēṯ Lapaṭ, Gundischapur) in Chusistan vorgeladen. Beide machten sich auf den Weg, doch schließlich wagte Baat nicht vor dem Herrscher zu erscheinen, und so trat Mani ohne seinen Gefährten vor ihn. Für das Verhör wurde ein Dolmetscher eingesetzt, den Mani mitgebracht hatte; offenbar reichte Manis Kenntnis des Mittelpersischen nicht aus, obwohl er ein Buch für Schapur, das seine Doktrin dem König erklärende Schaburagan, in dieser Sprache verfasst hatte. Im Verlauf der Konfrontation kam es zu einem heftigen Wortwechsel. Der manichäischen Überlieferung zufolge warf der König dem Religionsgründer vor, er sei ein Nichtsnutz, der sich weder im Krieg noch auf der Jagd bewähre und nicht einmal auf seinem eigenen Gebiet, der Heilkunst, etwas zustande bringe. Er habe es gewagt, neue Ideen einzuführen, die nie zuvor seit Bestehen des Königtums vorgekommen seien. Als Mani sich daraufhin auf die ihm zuteil gewordenen Offenbarungen berief, habe ihn Bahram gefragt, wieso denn Gott gerade ihm solche Offenbarungen gewähre und nicht dem König, der doch der Herr des ganzen Landes sei. Vergeblich habe Mani auf seine früheren Verdienste um die Königsfamilie hingewiesen.
Nach dieser Auseinandersetzung ließ Bahram den Religionsstifter ins Gefängnis werfen. Der manichäischen Überlieferung zufolge starb der Gefangene nach 26 Tagen Haft im Kerker. Da er im Kerker angekettet war und die Entbehrungen seinen Tod herbeiführten, sprachen die Manichäer von einer „Kreuzigung“, womit sie eine Parallele zum Tod Christi zogen. Es handelte sich aber nicht um eine Hinrichtung, und der Häftling konnte im Kerker den Besuch von Glaubensgenossen empfangen und Anweisungen für die Zukunft erteilen. Al-Bīrūnī berichtet, dass Manis Leichnam auf die Straße geworfen und enthauptet wurde. Eine Schändung des Leichnams ist auch bei Ibn an-Nadim, in den Acta Archelai und in manichäischen Quellen überliefert.
Unklar und seit langem strittig ist die Datierung von Manis Tod. Aus Angaben von manichäischer Seite ergibt sich entweder der 14. Februar 276 oder der 26. Februar 277. In der Manichäismusforschung wird der spätere Zeitpunkt vorgezogen, er gilt als plausibler. Diese Annahme kollidiert aber mit Forschungsergebnissen zur Chronologie der persischen Könige, wonach Bahram I. bereits 276 gestorben ist.

## Werke
Mani hat seine Religion von vornherein als Schriftreligion angelegt. Er hielt es für einen verhängnisvollen Fehler, dass seine Vorgänger Buddha, Zarathustra und Jesus keine Bücher geschrieben, sondern sich auf mündliche Unterweisung ihrer Jünger beschränkt hatten. Wegen dieses Versäumnisses seien ihre Lehren verloren gegangen oder verfälscht worden, so dass Irrtümer überhandnahmen. Da er diesen Fehler vermeiden wollte, legte er großen Wert darauf, seine Lehre selbst schriftlich zu fixieren.  Daher verfasste er sieben Werke in seiner aramäischen Muttersprache, die in den manichäischen Gemeinden als heilige Schriften galten: „Das lebendige Evangelium“, „Der Schatz des Lebens“, „Pragmateia“, „Das Buch der Mysterien“, „Das Buch der Giganten“, „Briefe“ und eine Sammlung von Psalmen und Gebeten. Er betonte die Einzigartigkeit dieser Bücher. Sie wurden in die Sprachen der Völker, bei denen die Manichäer missionierten, übersetzt. Trotz der weiten Verbreitung des Manichäismus in West-, Zentral- und Ostasien, Nordafrika und Europa sind von den sieben Schriften nur Fragmente erhalten geblieben. Daneben verfertigte Mani ein Bilderbuch, denn die anschauliche künstlerische Darstellung seiner Botschaft war ihm sehr wichtig. Das mittelpersisch Ārdahang genannte Bilderbuch brachte Mani in der späteren persischen Tradition seinen Ruf als Maler ein. Generell schätzten die Manichäer die Schreibkunst und Buchmalerei außerordentlich; sie waren bekannt für ihre Schönschrift, die religiösen Bücher wurden mit prachtvollen Miniaturen und Zierornamenten ausgestattet.
Ein nicht zum Kanon der manichäischen heiligen Texte gezähltes Werk Manis war das Šābuhragān, eine für König Schapur I. bestimmte Missionsschrift in mittelpersischer Sprache. Sie ist zwar bis auf Fragmente verloren, doch diese sind umfangreicher als die geringen Überreste der kanonischen Schriften.

## Lehre und Religionsgemeinschaft
Der Manichäismus war eine synkretistische (unterschiedliche Traditionen kombinierende) Religion. Mani erkannte ältere Religionen (Christentum, Zoroastrismus, Buddhismus) als authentische Verkündungen göttlicher Wahrheit an; sich selbst sah er als den Fortsetzer und Vollender ihres Auftrags. Er bezeichnete sich als Apostel Christi. Der weitaus gewichtigste Teil des manichäischen Gedankenguts stammte aus der Gnosis; daher wird der Manichäismus in der Religionswissenschaft als Sonderform des Gnostizismus betrachtet. Ideen der christlichen Gnosis verbinden sich in Manis Theologie und Kosmologie mit Vorstellungen iranischen Ursprungs. Eine möglichst genaue Bestimmung des Ausmaßes dieser Einflüsse und der Art ihrer Mischung ist eine der zentralen Aufgaben der Manichäismusforschung. Die Einzelheiten werden in der Forschung kontrovers diskutiert.
Den Kern des Manichäismus bildet Manis Mythos von der Entstehung der Welt und der Menschheit und dem unablässigen Ringen um die Erlösung des Menschen. Nach Manis Lehre dauert dieser Kampf seit dem Beginn der Menschheitsgeschichte an und wird erst mit dem künftigen Weltuntergang enden. Ein Hauptmerkmal der manichäischen Weltanschauung ist der konsequente Dualismus. Mani geht davon aus, dass das Gute und das Böse, Licht und Finsternis absolute Gegensätze darstellen, die seit jeher bestehen. Die beiden Reiche des Guten und des Bösen stehen einander als unversöhnliche Widersacher gegenüber und befinden sich in ständigem Kampf. Das Schlechte ist also nicht bloße Abwesenheit oder unzureichende Präsenz des Guten. Es ist dem Guten auch nicht im Rahmen einer einheitlichen Weltordnung untergeordnet; es ist nicht von Gott geschaffen, gewollt oder zugelassen. Vielmehr kommt dem Bösen eine eigenständige, von Gott unabhängige Existenz zu, die nicht dem göttlichen Willen entspricht. Gott als „Vater der Größe“ ist König im Reich des Lichts, während im Reich des Bösen der aggressive König der Finsternis herrscht. Das Reich der Finsternis ist vom Wesen der Materie (griechisch hýlē) geprägt.
Manis Lehre von der Erschaffung und der Erlösung der Welt ist komplex. Den Ausgangspunkt der Entstehung des Kosmos bildete ein Versuch des Königs der Finsternis, sich das Lichtreich gewaltsam anzueignen. Obwohl das Lichtreich grundsätzlich friedfertig ist, nahm dessen göttlicher Herrscher die Herausforderung an, und so brach der Kampf aus. Dieser Kampf ist aber – trotz Verwendung kriegerischer Metaphern in manichäischen Texten – nicht als Krieg zu verstehen, da dem Lichtreich Gewaltanwendung fremd ist, vielmehr erfolgt die Auseinandersetzung durch den bloßen Kontakt der beiden konträren Prinzipien. Der „Vater der Größe“ ließ aus sich den weiblichen „Großen Geist“ als „Mutter des Lebens“ heraustreten; die beiden bildeten ein Paar, das als seinen Sohn den „Ersten Menschen“ hervorbrachte. Der Erste Mensch nahm zusammen mit den Lichtelementen (Luft, Wind, Licht, Wasser und Feuer) den Kampf gegen die Finsternis auf, indem er sich freiwillig in sie begab und sich ihr damit zunächst auslieferte. Äußerlich führte dies zu einem scheinbaren ersten Sieg der Finsternismacht, der zur Folge hatte, dass die Lichtelemente von der Finsternis verschlungen wurden. So kam es zur Vermischung von Licht und Finsternis. Gegner des Manichäismus deuteten dies als Niederlage des guten Prinzips. Aus manichäischer Sicht handelt es sich aber um eine notwendige Phase in der Umsetzung eines umfassenden Plans Gottes, an dessen schließlichem Erfolg nicht zu zweifeln ist. Es war von Anfang an Gottes Wille, dass die Auseinandersetzung im gegnerischen Reich ausgetragen wird, damit die Finsternis entscheidend geschwächt wird.
Dem Ersten Menschen gelang die Befreiung aus der Gefangenschaft und die Heimkehr. Seit der Überwältigung der Lichtelemente ist der Verlauf der Auseinandersetzung von den Bemühungen des Lichtreichs um die Befreiung der Gefangenen geprägt. Zu diesem Zweck wurde der Kosmos erschaffen; er soll den in der Finsternis festgehaltenen Lichtelementen eine Gelegenheit verschaffen, sich zu läutern, damit ihre Bindung an den Bereich des gegnerischen Prinzips beendet werden kann. Dem widersetzen sich die im Kosmos präsenten Streitkräfte der Finsternis. Die Welt, in der die Menschen leben, ist der Schauplatz des andauernden Kampfes, dessen bisherigen und künftigen Verlauf die manichäischen Quellen detailliert schildern. Die Auseinandersetzung wird künftig mit einem endgültigen Sieg der guten Seite enden, der zur Folge hat, dass das Lichtreich dauerhafte Sicherheit vor weiteren Angriffen der Finsternis erlangt. Allerdings werden nicht sämtliche Gefangenen des Bösen befreit werden können; manche von ihnen, die versagt haben, werden in der Finsternis zurückbleiben. Mit dieser Vorstellung einer dauerhaften Verdammnis knüpft der Manichäismus an das christliche Konzept einer ewigen Höllenstrafe an.
Die Aufgabe des manichäischen Gläubigen war die aktive Teilnahme an dem Kampf auf der Seite der Lichtmacht, womit er sich auf seine erhoffte Erlösung vorbereitete. Zu diesem Zweck hatte er sich von allen Begierden zu reinigen, die ihn an die Welt der Finsternis fesselten. Dazu gehörte insbesondere die sexuelle Begierde. Daher praktizierte die Elite der Manichäer den Zölibat.
Schon zu Manis Lebzeiten breitete sich seine Lehre nicht nur im Perserreich rasch aus, sondern wurde auch im Osten des Römischen Reichs von Missionaren verkündet. Da der Manichäismus in der Spätantike in Nordafrika zahlreiche Anhänger fand, auch nach Südeuropa gelangte und im Frühmittelalter über Zentralasien bis nach Südchina vordrang, kann man von einer Weltreligion sprechen. Die Religionsgemeinschaft war hierarchisch aufgebaut und wurde von einem Oberhaupt (griechisch archēgós) zentral gelenkt. Da sie sich organisatorisch am Vorbild der christlichen Kirche orientierte, wird sie in der Forschung als „manichäische Kirche“ bezeichnet. Dem Oberhaupt waren zwölf Lehrer unterstellt (Nachahmung der Zwölfzahl der Apostel von Jesus), den Lehrern 72 Bischöfe, den Bischöfen 360 Presbyter. Diese Amtsträger bildeten den obersten Teil der Elite der Manichäer, der „Erwählten“ (lateinisch electi). Die Erwählten waren nicht berufstätig und heirateten nicht; sie unterwarfen sich einer strengeren Disziplin als die einfachen Gemeindemitglieder, die „Hörer“ (lateinisch auditores) genannt wurden.

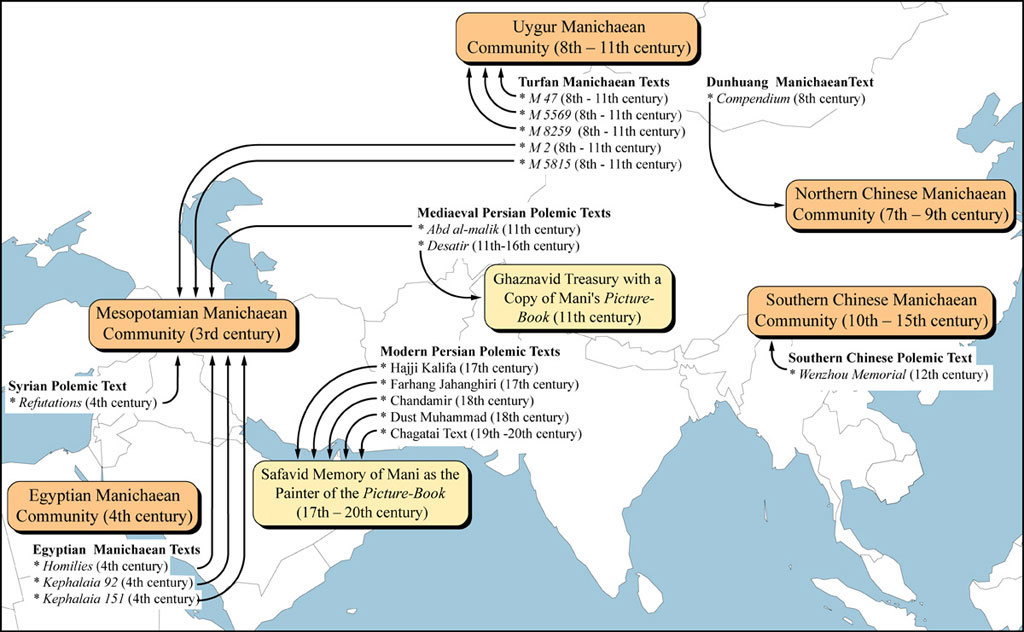
Die Existenz von Mani bebilderten Textbuchs (Ārdahang), wie in achtzehn verschiedenen Textquellen dokumentiert ist (Abbildung der geografischen Verteilung und Daten)

## Rezeption

### Antike und Mittelalter
In der antimanichäischen Polemik der christlichen Überlieferung wurden verschiedene Legenden erzählt. So wurde behauptet, Mani sei als Kind in die Sklaverei verkauft worden. Der Autor der Acta Archelai schreibt, der wahre Urheber der manichäischen Lehre sei ein gewisser Skythianos gewesen, der sie in Ägypten seinem Schüler Terebinthos vermittelt habe. Terebinthos habe die Lehre in vier Büchern aufgezeichnet, mit denen er sich nach Babylonien begeben habe. Er habe sich den Namen Budda gegeben und behauptet, er sei von einer Jungfrau geboren. Da er Zauberei praktizierte, sei er auf Befehl Gottes von einem Engel getötet worden. Seine Schriften seien darauf in den Besitz einer alten Witwe übergegangen, die seine Anhängerin war. Sie habe einen siebenjährigen Sklaven namens Corbicius gekauft, den sie später freiließ und zu ihrem Alleinerben einsetzte. So sei Corbicius, als sie starb, im Alter von zwölf Jahren in den Besitz der Bücher des Terebinthos gelangt. Er habe sich dann in die persische Hauptstadt begeben. Dort habe er die Bücher übersetzt, dabei eigene Ideen eingefügt und sie dann als seine Werke ausgegeben. Dabei sei er unter dem Namen Manes aufgetreten.
Spätere christliche Autoren, sowohl griechisch- als auch syrischsprachige, übernahmen diese Legende und verbreiteten sie in verschiedenen Varianten. Der mittelalterliche Kirchenschriftsteller Theodor bar Konai behauptete, „die sich Reinigenden“ (die Elkesaiten) hätten Mani als Sklaven gekauft.
Nach den Acta Archelai entkam Mani aus dem Kerker des Perserkönigs, indem er den Kerkermeister bestach. Darauf wurde der Kerkermeister hingerichtet. Danach fanden die angeblichen Streitgespräche zwischen Mani und dem Bischof Archelaos statt, in denen Mani unterlag. Später wurde Mani erneut verhaftet und auf Befehl des Königs hingerichtet.
In mittelalterlicher arabischer und persischer Literatur (Nezāmi, Ibn Nubata) werden frei erfundene Geschichten über Mani erzählt, wobei er als Zauberer erscheint. Arabische Autoren vermerkten insbesondere die Leichenschändung. Bei ihnen kursierte unter anderem eine Erzählung, der zufolge der König die Häutung des noch lebenden Gefangenen oder seines Leichnams anordnete.
In manichäischen Schriften aus buddhistischem Milieu, die sich unter den Turfantexten befinden, wird Mani mit dem Buddha Maitreya gleichgesetzt, dessen Ankunft als Weltlehrer von einer buddhistischen Überlieferung vorausgesagt wird.

### Frühe Neuzeit
Der Frühaufklärer Pierre Bayle widmete dem Manichäismus in seinem Dictionnaire historique et critique (1697) einen ausführlichen Artikel, in dem er auch anhand der christlichen Quellen auf Manis Biographie einging. Bayle befand, der antike Religionsstifter habe seine Lehre unzulänglich begründet und in einzelnen Punkten gravierende Irrtümer vertreten. Die Ausgangsbasis seines Denkens sei aber philosophisch so solid, dass ein darauf fußendes System kaum zu widerlegen sei, wenn es von einem geschulten Debattierer verteidigt werde. Mit Vernunftgründen könne man dem manichäischen Dualismus nicht beikommen, vielmehr müsse man zum christlichen Offenbarungsglauben Zuflucht nehmen, um ihn abzuweisen. Durch diese Einschätzung geriet Bayle in den Verdacht, selbst mit Manis Weltanschauung zu sympathisieren. Dagegen musste er sich zur Wehr setzen.
Gottfried Arnold behandelte den Manichäismus 1699 eingehend in seiner Unpartheyischen Kirchen- und Ketzer-Historie. Er untersuchte die Quellenlage, bemühte sich um eine sachliche Darstellung und wies auf die Unglaubwürdigkeit der christlichen Polemiker hin, deren Beschuldigungen verworren seien. Man müsse Mani zugutehalten, dass es ihm wol bey seinen Dingen ein ernst gewesen ist. Der Verlust seiner Schriften sei zu bedauern, denn nur ihnen wäre die Wahrheit über ihn und seine Lehre zu entnehmen.
Eine umfassende, wegweisende Gesamtdarstellung gab der hugenottische Religionshistoriker Isaac de Beausobre 1734–1739 in seiner zweibändigen Histoire critique de Manichée et du Manichéisme. Beausobre hielt die syrischen, persischen und arabischen Quellen für vertrauenswürdiger als die griechischen und lateinischen. Er bemühte sich um eine teilweise Rehabilitierung von Manis Gedankengut aus protestantischer, antikatholischer Perspektive.

### Moderne

#### Altertums- und religionswissenschaftliche Forschung
Der evangelische Kirchenhistoriker August Neander (1826) beschrieb Mani als einen kühnen Mann, der Christentum und Zoroastrismus zugleich habe reformieren wollen. Er habe mit einem feurigen und tiefsinnigen Geist und einer lebhaften Einbildungskraft mannigfache Kenntnisse und Kunstfertigkeiten verbunden. In seiner Weltanschauung habe er das Physikalische mit dem Ethischen und Religiösen vermischt und die Naturphilosophie zur Basis der Glaubens- und Sittenlehre gemacht. Mit dieser Vermischung habe er die Religion „mit vielen ihr durchaus fremdartigen Dingen überfüllt und von ihrem wahren praktischen Wesen entfremdet“.
Einen maßgeblichen Impuls erhielt die moderne Forschung von Ferdinand Christian Baur, der 1831 seine Abhandlung Das Manichäische Religionssystem veröffentlichte. Baur betonte, dass die Manichäer nicht als christliche Sekte, sondern als eigenständige Religionsgemeinschaft zu betrachten seien. Auf der Grundlage der damals noch schmalen Quellenbasis gab er den Anstoß zu intensiven, bis heute andauernden Bemühungen der Forschung um eine religionsgeschichtliche Einordnung. Wie schon Neander meinte Baur in Manis Denken eine materialistische Tendenz zu erkennen, eine Vermischung von Materiellem und Geistigem. Allerdings dürfe man dieser Neigung kein zu großes Übergewicht einräumen, denn Mani habe sich des Materialismus auch immer wieder zu erwehren versucht.
Der evangelische Kirchenhistoriker Adolf von Harnack (1888) urteilte, Mani habe ein materialistisches und inhumanes System geschaffen. Er habe uralte Mythologie mit einem schroffen, materialistischen Dualismus, einem höchst einfachen Kult und einer strengen Sittlichkeit verbunden. Die Kombination dieser Elemente habe seinen Erfolg ermöglicht. Den sinnlichen Kult der semitischen Naturreligionen habe er abgeschafft und durch einen geistigen Gottesdienst ersetzt. So sei er imstande gewesen, „die neuen Bedürfnisse einer alten Welt zu befriedigen“ und eine neue Weltreligion zu schaffen.

#### Philosophie
Ernst Bloch war der Ansicht, Mani habe den ursprünglichen Zoroastrismus erneuern wollen, doch sei es dafür „infolge der festungsähnlichen Ausbildung der Staatskirche“ durch die persische Priesterkaste zu spät gewesen, daher sei er gescheitert. Sein Dualismus sei persisch. Daher sei es falsch, ihn primär als Fortsetzer einer babylonischen oder christlichen Tradition zu deuten. Das Einzigartige an Manis Auftreten sei, dass damit ein Gnostiker zum ersten und letzten Male in der Geschichte ein Prophet geworden sei. Die manichäische Weltverneinung stehe der buddhistischen nahe, unterscheide sich aber von ihr darin, dass „Manis Askese nicht bloß eine individuelle ist, sondern zugleich eine kosmische; sie ist ein Teilvorgang des kosmischen Endvorgangs“.

#### Psychologie
Carl Gustav Jung meinte, in der legendenhaften Überlieferung zu Manis Leben zeige sich die Gestalt eines Helden, dem auch Attribute des Vaters zukommen. Nach Jungs Interpretation wird hier die Wesenseinheit des Helden mit dem Vater offenbar. Der Held stellt das unbewusste Selbst des Menschen dar, das sich empirisch als die Summe und der Inbegriff aller Archetypen erweist. In diesen archetypischen Zusammenhang stellte Jung auch Manis Tätigkeit als Künstler sowie die Überlieferung von seinem verkrüppelten Fuß, die dazu passe.

## Ausgaben und Übersetzungen von Quellen
- Alexander Böhlig: Die Gnosis: Der Manichäismus. Überarbeiteter Nachdruck der Ausgabe von 1980. Artemis & Winkler, München u. a. 1995, ISBN 3-7608-1107-8 (Zusammenstellung von Quellentexten in Übersetzung mit Einleitung und Erläuterungen).
- Johann Wolfgang Ernst: Die Erzählung vom Sterben des Mani, aus dem Koptischen übertragen und rekonstruiert. Geering, Basel 1941-
- Manfred Hutter (Hrsg.): Manis kosmogonische Šābuhragān-Texte. Harrassowitz, Wiesbaden 1992, ISBN 3-447-03227-8 (Edition und Kommentar).
- Ludwig Koenen, Cornelia Römer (Hrsg.): Der Kölner Mani-Kodex. Über das Werden seines Leibes. Westdeutscher Verlag, Opladen 1988, ISBN 3-531-09924-8 (kritische Edition mit Übersetzung).
- Ludwig Koenen, Cornelia Römer: Mani. Auf der Spur einer verschollenen Religion. Herder, Freiburg im Breisgau u. a. 1993, ISBN 3-451-23090-9 (Übersetzung des Kölner Mani-Kodex mit Einleitung).
- David N. MacKenzie (Hrsg.): Mani’s Šābuhragān. In: Bulletin of the School of Oriental and African Studies. Band 42, 1979, S. 500–534 (kritische Edition mit englischer Übersetzung).
- Werner Sundermann: Mitteliranische manichäische Texte kirchengeschichtlichen Inhalts. Akademie-Verlag, Berlin 1981 (kritische Edition und Übersetzung zahlreicher von Manis Leben und Tod handelnder Texte).